# Barona (Albuzzano)
Barona è una frazione del comune italiano di Albuzzano. Costituì un comune autonomo fino al 1872.